# فيلي إيرفاين (لاعب كرة قدم)
فيلي إيرفاين (بالإنجليزية: Willie Irvine)‏ هو مدرب كرة قدم ولاعب كرة قدم بريطاني، ولد في 28 ديسمبر 1963 في إستيرلينغ في المملكة المتحدة. لعب مع دونفرملين أثلتيك ونادي ألبيون روفرز ونادي ستنهاوسموير ونادي فوليرينغا ونادي هيبرنيان.

## وصلات خارجية
- فيلي إيرفاين على موقع Soccerbase.com (لاعب) (الإنجليزية)
- فيلي إيرفاين على موقع عالم كرة القدم.نت (الإنجليزية)